# Вазисубани (Самтредский муниципалитет)
Вазисубани (груз. ვაზისუბანი) — село в Грузии, на территории Самтредского муниципалитета края (мхаре) Имеретия.

## География
Село находится в западной части Грузии, на берегах реки Хевисцкали, на расстоянии 14 километров к юго-западу от города Самтредиа, административного центра муниципалитета. Абсолютная высота — 23 метра над уровнем моря.

## Население
По результатам официальной переписи населения 2014 года, в Вазисубани проживало 476 человек (235 мужчин и 241 женщина). В национальной структуре населения грузины составляли 99,8 %, украинцы — 0,2 %.
| Год  | Население, человек |
| ---- | ------------------ |
| 2002 | 620                |
| 2014 | ↘ 476              |